# Sematuridae
Sematuridae — семейство чешуекрылых, включающее в себя около 40 вида.
Крупные бабочки, активные, как днём, так и в тёмное время суток. Распространены в неотропической области, большинство видов в Южной Америке и Центральной Америке, в южной Африке - один вид.

## Систематика
В семействе 6 родов и 40 видов (данные на 2011 год), в том числе: 
- Подсемейство Apoprogoninae
- Подсемейство Sematurinae (29 видов)
  - Род Coronidia Westwood, 1879
    - =Conoris Berthold, 1827
    - =Larunda Hübner, 1823
    - =Coronis Latreille, 1829
    - Homidiana Strand, 1914
    - =Homidia Strand, 1911

  - Род Sematura Dalman, 1824
    - =Nothus Billberg, 1820
    - =Mania Hübner, 1823
    - =Manidia Westwood, 1879

  - Род Lonchotura Hampson, 1918
  - Род Anurapteryx Hampson, 1918